# Queensland Raceway
De Queensland Raceway is een 3,12 kilometer lang racecircuit bij Ipswich, Queensland, Australië. Het circuit wordt voornamelijk gebruikt voor V8 Supercars-races.